# Vantanea guianensis
Espèce
Classification APG III (2009)
Statut de conservation UICN

 LC  : Préoccupation mineure
Synonymes
Selon Tropicos (15 mars 2022) et GBIF (15 mars 2022) :
- Lemniscia floribunda Willd.
- Lemniscia floribunda Spreng.
- Lemniscia guianensis (Aubl.) J.F. Gmel.
- Lemniscia guianensis (Aubl.) Raeusch.

Vantanea guianensis est une espèce de plantes à fleurs de la famille des Humiriaceae (anciennement des Linaceae). Il s'agit de l'espèce type du genre Vantanea Aubl.. C'est un arbre sud-américain.
Le nom Vantanea provient du nom vernaculaire Noirague (langues caribes) : IOUANTAN. En Guyane, l'espèce est connue sous les noms de Bois gaulette, Adougue Boliquin, Awakola. Au Brésil, on l'appelle Achuá-rana, Uchy-rana, (terme générique,), Faveiro. On signale aussi le nom de Schuantan (langues caribes selon Urban (p. 453)).

## Description
Vantanea guianensis est un arbre de taille moyenne ou grande, haut de 25(30) m pour 50 cm de diamètre, avec un tronc pouvant être doté de contreforts raides en plaques.
L'écorce est épaisse, lisse ou rugueuse, écailleuse, densément lenticellée, brun rougeâtre foncé.
Les rameaux sont lenticellés, glabres, subcylindriques, de couleur vert brunâtre.
Le bois est compact, à le grain moyen, de couleur blanche, jaunâtre, à brun violacé, lourd (densité : 0,80 à 0,98), à 6-8 vaisseaux par mm2 de taille moyenne 145 à 175 µm, et des perforations en grille à 5 à 10 échelons,.
Les feuilles sont simples alternes.
Le pétiole est aplati, sillonné sur le dessus, non épaissi à la base, long de 6-12 mm.
Le limbe mesure environ 6-14 x (2,7)3-6 cm, est coriace, souple, glabre, entier, de forme elliptique à oblongue-elliptique, à apex court, atténué, courtement et obtusement acuminé, à base obtuse-cunéiforme et décurrente sur le pétiole.
La surface supérieure est plus ou moins lustrée avec des côtes proéminentes et fines, les 13-15 paires de nervures secondaires anastomosés-arqués légèrement ascendantes et saillantes, les nervures tertiaires peu nombreuses et discrètes.
Sur la surface inférieure, la nervure médiane est épaisse, et les nervures secondaires et tertiaires moins apparentes.
Les inflorescences sont remarquables par leurs nombreuses grandes fleurs (longues de 3–4 cm), de couleur rouge cramoisi.
Elles sont axillaires et terminales, cymeuses-paniculaires, subcorymbiformes, amples et denses, plus courtes que les feuilles, avec le pédoncule trapu, court, subcylindrique, glabre, et des rameaux anguleux, glabres.
Le bractées sont précocement caduques, embrassantes, de forme ovale, longes d'environ 1 mm.
Les pédicelles sont plutôt épais, lisses, glabres, longs de 2-5 mm.
Le bouton floralest long d'environ 3 cm.
Fleurs : pétales rouges : ovaire glabre.
Le calice est épais, cupulaire à tubulaire, profond d'environ 4 mm, glabre, à 5 lobes obtus, glanduleux à l'extérieur.
Les pétales sont rouges, violacés ou rosâtres, linéaires, aigus, glabres, long d'environ (2,5-)3(−4) cm pour 2,5 mm de large.
Les 64-80 étamines sont glabres, de même couleur que les pétales, avec des filets flexueux, longs de 25-32 mm, unis à la base en un tube long de 5-7 mm.
Les anthères sont longues de 1 mm, de forme oblongue-ellipsoïde, à 4 lobes oblongs, mesurant 0,8 mm de long, avec le connectif plutôt épais avec une pointe courte et aiguë.
Le disque est glabre, de forme tubulaire, épais, haut de 1,5 mm avec une marge presque lisse, encerclant l'ovaire.
L'ovaire est glabre, de forme ovoïde, haut d'environ 2 mm, à 5 loges biovulées.
Le style est flexueux, glabre, au moins long de 30 mm, avec un stigmate obtus.
Le fruit, est grosse drupe de forme ovoïde-oblongue à ellipsoïde-ovoïde, presque lisse, mesurant environ 6 × 4,5 cm.
L'exocarpe est charnu, insipide, peu gras, épais de 3-5 mm, devenant coriace au séchage.
L'endocarpe est dur, ligneux, rugueux, mesurant 5 × 3,8 cm, de forme ovoïde-ellipsoïde, largement arrondi à la base, brusquement et obtus apiculé-contracté à l'apex.
Sa surface est profondément creusée d'anfractuosités donnant un aspect de cerveau, et entaillée par 5 sillons longitudinaux, profonds et étroits, chacun obstrué par un opercule long et étroit, et alternant avec une cavité vide irrégulière.
Les graines (généralement 2 ou 3 développées par fruit) sont oblongues, mesurant environ 3,2 cm pour 0,3 cm d'épaisseur, abritées au fond des sillons, et protégées par les opercules,,,,,,.

## Répartition
Vantanea guianensis est présent au Venezuela (Amazonas), au Guyana, au Suriname, en Guyane et dans toute la vallée moyenne et inférieure de l'Amazone (Équateur, Brésil : Acre, Amazonas, Pará),.

## Écologie
Vantanea guianensis est un arbre de taille moyenne ou grande, poussant épars, dans les forêts anciennes de terre ferme (non inondée),, au Venezuela dans les forêts ripicoles, submontagnardes non inondées, autour de 100–200 m d'altitude, et qui fleurit en Guyane en août-septembre, et fructifie en juin-août.

## Utilisations
Le fruit n'est pas comestible.
Selon Schomburgk, les noyaux coupés en deux sont utilisés comme pendentifs par les amérindiens du Guyana.

## Protologue

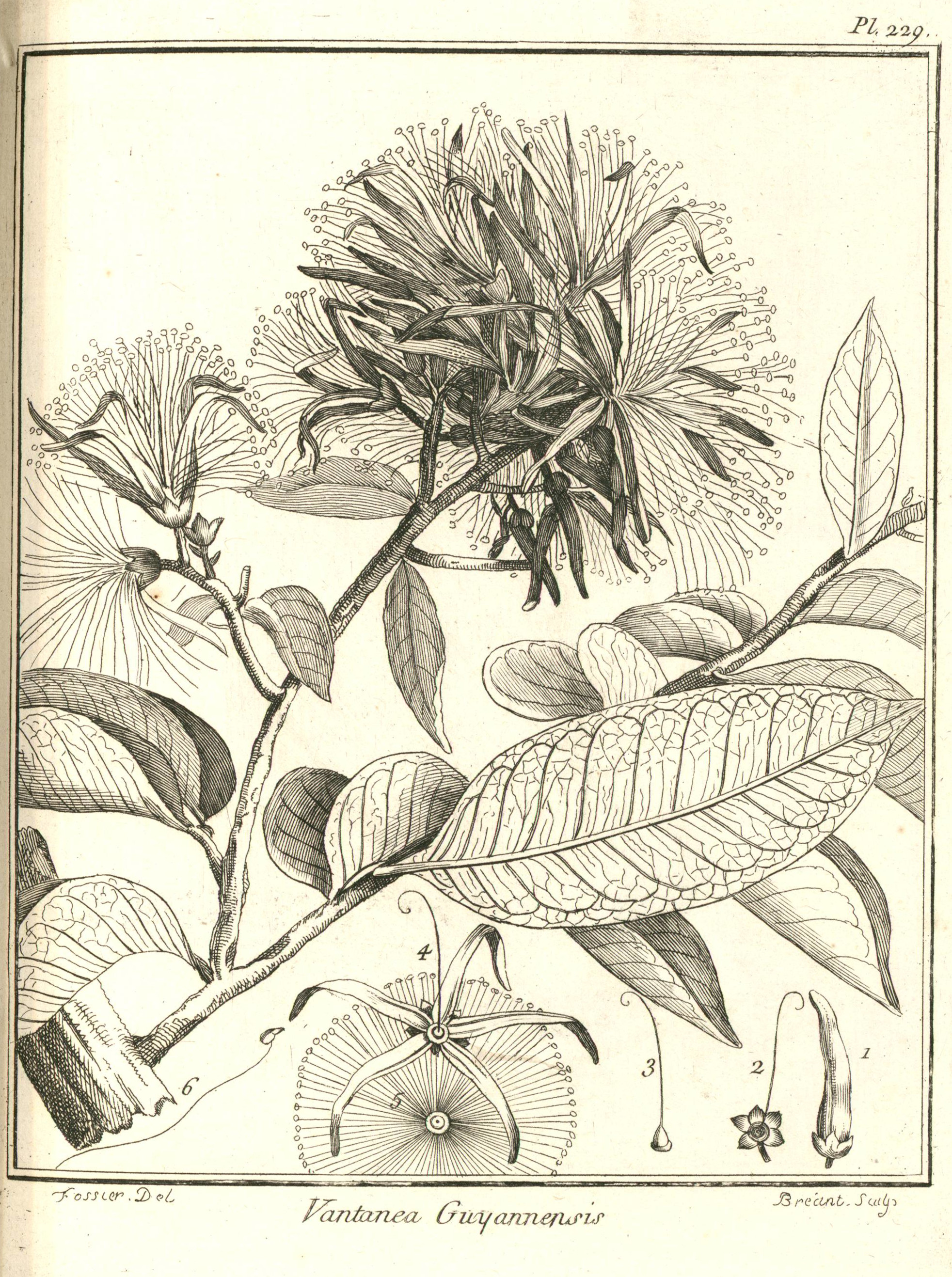
Vantanea guianensis : Planche 229. accompagnant la description du genre Vantanea par Aublet (1775)
On a repréſenté les parties de la fleur de grandeur naturelle. - 1. Bouton de fleur. - 2. Calice. Diſque. Piſtil. - 3. Piſtil. - 4. Calice. Pétales. Diſque. Piſtil. - 5. Étamines attachées au diſque. - 6. Étamine ſéparée.

En 1775, le botaniste Aublet propose le protologue suivant :
« VANTANEA Guianenſis. (Tabula 229.)
Arbor viginti-pedalis, plurimum ramoſa, ramis hinc & indè ſparſis. Folia alterna, petiolata, rigida, ovata, acuminata, glabra, integerrima. Flores numeroſi, corymboſi terminales, coccinei.
Florebat Auguſto.
Habitat ad ripam fluminis Aroura didti, propè comitatum de Gêne.
Nomen Caribæum 'IOUANTAN'.
LE VANTANE de la Guiane. (Planche 229.)
Le tronc de cet arbre s'élève de quinze a vingt pieds, ſur un pied de diamètre. Son écorce eſt brune, liſſe. Son bois eſt blanchâtre & compacte ; il pouſſe à ſon ſommet un grand nombre de branches tortueuſes & rameuſes qui ſe répandent en tous ſens. Les rameaux ſont garnis de feuilles altera es, liſſes, fermés, entières, vertes, ovales, terminées en pointe. Leur pédicule eſt court. Les plus grandes ont cinq pouces de longueur, ſur deux & largeur.
Les fleurs naiſſent à l'extrémité des rameaux en gros bouquets, dont le pédoncule commun eſt ligneux. Elles ſont diſpoſées près a pres, en grand nombre, & forment de groſſes touffes dont la couleur eſt d'un rouge de corail.
Le calice eſt à cinq pétales longs, étroits, termines en pointe ; ils ſont attachés par un large onglet, à la baſe d'un diſque charnu. Ils ſont oppoſés aux diviſions du calice, & ſe courbent en dehors.
Les étamines ſont en grand nombre ; j'en ai compté ſoixante-dix & même quatre-vingt. Elles ſont rangées ſur un diſque jaune, charnu, en forme de godet qui entoure & couvre preſque tout l'ovaire. Leur filet eſt long, grêle. Leur anthère eſt jaune, très petite be à deux bourſes.
Le piſtil eſt un ovaire oblong, arrondi, ſurmonté d'un style de la longueur des étamines, terminé par un stigmate obtus, blanc.
L'ovaire, que je n'ai pas vu en maturité, étant coupe en travers, fait voir cinq loges, dans chacune deſquelles eſt une semence.
On a repréſenté les parties de la fleur de grandeur naturelle. cet arbre eſt nommé IOUANTAN par les Noiragues, nation de la Guiane.

Je l'ai trouvé en fleur dans le mois d'Août, ſur les bords de la rivière du Comté de Gêne. »
— Fusée-Aublet, 1775.